# Avaldsnes IL
Maillots
Actualités
L'Avaldsnes Idrettslag est un club norvégien de football féminin basé à Karmøy. L'équipe évolue en 2015 en Toppserien (première division norvégienne).

## Historique
L'Avaldsnes IL remporte le championnat de Suède de deuxième division en 2012. Vice-champion de Norvège en 2015, le club connaît sa première campagne européenne en se qualifiant pour la Ligue des champions féminine de l'UEFA 2016-2017.

## Palmarès
- Championnat de Norvège
  - Vice-champion en 2015 et 2016
- Coupe de Norvège
  - Finaliste en 2013 et 2015.
- Championnat de Norvège de deuxième division
  - Champion en 2002